# 瑞典研究院
瑞典研究院（英語：RISE Research Institutes of Sweden，簡稱：RISE）是瑞典的一家國有研究機構，此機構與大學、企業界和社會合作，旨在促進創新發展和可持續增長。RISE在瑞典33個地點設有辦公處，在挪威和法國設有分支機構，並在比利時布魯塞爾設有代表處。2023年，RISE的營業額為42.12億瑞典克朗。同時RISE與企業歐洲網絡也有合作關係。

## 宗旨
RISE專注於工業研究與創新，並承擔測試和認證工作。根據瑞典政府的科研提案，「RISE旗下研究所的總體目標是成為具有國際競爭力的機構，通過提升企業界的競爭力和創新能力，推動瑞典的可持續發展，同時促進公共部門的革新，增強其與企業界合作應對社會挑戰的能力。」摘自2020/21，60號科研提案（知識協作）

## 歷史
RISE的發展歷程可追溯至1997年，由瑞典企業與創新部及知識基金會共同創立，公司名為 Ireco Holding AB。
2007年，Ireco Holding AB 轉為瑞典國有控股公司。
2009年，母公司更名為 RISE Research Institutes of Sweden Holding AB，並獲得更廣泛的授權與資源，隨後逐步整合旗下各研究機構。
2016年，Innventia、SP Sveriges Tekniska Forskningsinstitut 與 Swedish ICT 三家機構正式合併，統稱為 RISE。
2018年，RISE 收購 Swerea 研究集團三分之二的股份，並將旗下的 IVF、SICOMP、SWECAST 以及 KIMAB 的部分業務併入。
2019年，RISE 收購 MoRe Research 公司 60% 的股份。
2021年，收購 SSPA Sweden AB（原瑞典國家船舶試驗所）。
2022年，旗下七家子公司的業務轉移至母公司。
2023年，SSPA Sweden AB 正式併入母公司。
2024年，RISE 收購 MoRe Research 剩餘 40% 的股份，完成全資控股。

## 部門及架構
RISE下設六個主要部門，涵蓋多個研究與創新領域，
- 生物經濟與健康（Bioekonomi och hälsa）
- 數字系統（Digitala system）
- 生命科學（Life Science）
- 材料與生產（Material och produktion）
- 社會建設（Samhällsbyggnad）
- 安全與運輸（Säkerhet och transport）

#### 人力資源
截至2025年6月，RISE擁有約3,000名員工，分佈於其在瑞典及國際的各個辦公地點。

## 外部連結
- 官方網站